# Erbrée

Erbrée este o comună în departamentul Ille-et-Vilaine, Franța. În 1 ianuarie 2022 avea o populație de 1.713 de locuitori.